# 賃貸不動産経営管理士
賃貸不動産経営管理士（ちんたいふどうさんけいえいかんりし）は、賃貸不動産管理に必要な専門的な知識・技能・倫理観を以って、賃貸管理業務全般にわたる、管理の適正化・健全化に寄与することを目的とする資格制度であり、賃貸住宅の管理業務等の適正化に関する法律において、賃貸住宅管理業者の営業所又は事務所における業務に関し法（法12条1項）に規定する事務を行うのに必要な知識及び能力を有する者とされている（法第12条4項、規則第14条1項1号）。また「業務管理者」設置の要件の一つとなる資格である。

## 概要
賃貸不動産経営管理士は、これまで公益財団法人日本賃貸住宅管理協会、公益社団法人全国宅地建物取引業協会連合会、公益社団法人全日本不動産協会が、それぞれ団体ごとに独自に運営していた賃貸不動産管理の資格を業界統一資格として位置付けるため、賃貸不動産経営管理士協議会を設立し、賃貸不動産経営管理士制度を創設した。
不動産業法はこれまで、「宅地建物取引業法」により不動産の取引の公正化を、「マンションの管理の適正化の推進に関する法律」により分譲のマンションの管理の適正化の推進を図っているが、賃貸不動産の管理については、現状で特別な法規制やルールなどが存在せず、特に賃貸住宅は、我が国の住宅戸数の4分の1以上を占めるなど非常に重要なストックとなっているにもかかわらず、敷金の返還にかかるものを筆頭にトラブルが年々増加している現状である。
こうした流れを受け、国土交通省は2011年12月に賃貸人、賃借人の利益保護を図る目的で「賃貸住宅管理業者登録制度」を施行し、賃貸住宅管理を行う事業者の登録制度を設け、管理委託契約時や賃貸借契約更新時、および終了時などに説明や書面交付を行う等のルールを課した。登録された賃貸住宅管理業者はこれらのルールに則り、適切な管理業務を行うことが義務付けられ、本制度が普及することで、消費者が適正な管理業務を行っている管理業者や賃貸住宅を選択することが可能となり、賃貸住宅の管理に関する共通のルールが普及するとともに、賃貸住宅に関するトラブルを減少することが期待されている。こうした登録制度の中でも専門性の高い人的資源が求められており、管理にかかわる様々な法令に関する深い知識や、業務に関する豊かな経験を持つ者として、賃貸不動産経営管理士が中心的役割を果たしていくことが期待されている。
2016年に行われた賃貸住宅管理業者登録制度に係る検討委員会におけるとりまとめ結果を踏まえ、「賃貸住宅管理業者登録規程」及び「賃貸住宅管理業務処理準則」、「賃貸住宅管理業者登録規程及び賃貸住宅管理業務処理準則の解釈・運用の考え方」を改正（平成28年8月12日国土交通省告示 第927号・第928号）、それにより賃貸住宅管理業者登録制度に登録をしている業者には「賃貸不動産経営管理士」（若しくは管理事務に関し6年以上の実務経験者）の設置義務、また賃貸不動産経営管理士による重要事項の説明義務などが追加された。
2020年、良好な居住環境の確保を図るため、「賃貸住宅の管理業務等の適正化に関する法律」が可決成立した。新たにサブリース業者と賃貸住宅所有者との間の賃貸借契約の適正化のための規制措置を講ずるとともに、賃貸住宅管理業を営む者に係る登録制度を設けることで、「管理業務の適正な運営」と「借主と貸主の利益保護」を図るため、賃貸住宅管理業務に関する必要な知識と能力、実務経験を有する者として「業務管理者」（法律第12条第4項）の設置が求められており、その要件の一つとして、賃貸不動産経営管理士の設置が定められている。

### 業務範囲と関連規正法
賃貸不動産経営管理士として携わる業務範囲は、以下の表を参照すること。
| 名称         | 名称                   | 事業を規制する法律                         | 法制度に固有業務がある専門家        |
| ------------ | ---------------------- | ------------------------------------------ | ----------------------------------- |
| 不動産取引業 | 建物売買業・土地売買業 | 宅地建物取引業法                           | 宅地建物取引士                      |
| 不動産取引業 | 不動産代理業・仲介業   | 宅地建物取引業法                           | 宅地建物取引士                      |
| 不動産賃貸業 | 不動産賃貸業           | 賃貸住宅の管理業務等の適正化に関する法律   | 宅地建物取引士 賃貸不動産経営管理士 |
| 不動産賃貸業 | 貸家業・貸間業         | 賃貸住宅の管理業務等の適正化に関する法律   | 宅地建物取引士 賃貸不動産経営管理士 |
| 不動産賃貸業 | 駐車場業               | －                                         | －                                  |
| 不動産管理業 | 分譲マンション         | マンションの管理の適正化の推進に関する法律 | 管理業務主任者                      |
| 不動産管理業 | 賃貸住宅               | 賃貸住宅の管理業務等の適正化に関する法律   | 宅地建物取引士 賃貸不動産経営管理士 |
| 不動産管理業 | オフィスビル等         | －                                         | －                                  |

業務に付随して、上記以外の各種法律の規制を受ける場合がある。

## 賃貸不動産経営管理士に求められる業務
賃貸住宅管理業者の「業務管理者」として賃貸不動産経営管理士に求められる業務（施行規則第13条）
賃貸住宅管理業者は、営業所又は事務所ごとに必要な知識及び経験を有する業務管理者を選任し、管理受託契約の契約内容の明確性、管理業務として行う賃貸住宅の維持保全の実施方法の妥当性その他の入居者の居住の安定及び賃貸住宅の賃貸に係る事業の円滑な実施を確保するために必要な事項について、管理及び監督を行わせる必要があり、業務管理者が管理・監督を実施しなければならない事項は、規則で下記のように規定されている。
- 法第13条の規定による説明及び書面の交付に関する事項（重要事項説明及び書面の交付）

法第13条の規定による説明・書面交付に関し、書面記載事項の明確性、契約内容の法令への適合性、説明方法の妥当性等についての指導監督を行わせることとする。
尚、上記の説明は、業務管理者によって行われることは必ずしも必要ないが、業務管理者の管理及び監督の下に行われる必要があり、また、業務管理者又は一定の実務経験を有する者など専門的な知識及び経験を有する者によって行われることが望ましいとされている。
- 法第14条の規定による書面の交付に関する事項（管理受託契約書の交付）

法第14条の規定による説明・書面交付に関し、書面記載事項の明確性、契約内容の法令への適合性、説明方法の妥当性等についての指導監督を行わせることとする。
- 賃貸住宅の維持保全の実施に関する事項

管理受託契約に基づき実施する維持保全の実施方法・実施内容の妥当性、法令への適合性等についての指導監督を行わせることとする。
- 賃貸住宅に係る家賃、敷金、共益費その他の金銭の管理に関する事項

家賃、敷金、共益費その他の金銭の管理に関し、受領した家賃等の金銭の賃貸人への送金処理や経理処理の妥当性、管理方法の法令への適合性（法第16条の規定による分別管理の方法への適合性）等についての指導監督を行わせることとする。
- 法第18条の規定による帳簿の備付け等に関する事項

法第18条の規定による帳簿の備付け等に関し、賃貸人と締結した管理受託契約に係る記録・文書の管理・保存状況の正確性、保存事項や保存方法についての法第18条の規定への適合性等についての指導監督を行わせることとする。
- 法第20条の規定による定期報告に関する事項（委託者への定期報告）

法第20条の規定による定期報告に関し、報告事項・報告方法・報告の頻度等についての法第20条の規定への適合制等についての指導監督を行わせることとする。
- 法第21条の規定による秘密の保持に関する事項

法第21条の規定による秘密の保持に関し、情報管理・個人情報保護の方法の妥当性等についての指導監督を行わせることとする。
- 賃貸住宅の入居者からの苦情の処理に関する事項

入居者からの苦情について、苦情の受付方法や苦情を踏まえた対応方法等の妥当性等についての指導監督を行わせることとする。
- 前各号に掲げるもののほか、賃貸住宅の入居者の居住の確保の安定及び賃貸住宅の賃貸に係る事業の円滑な実施を確保するため必要な事項として国土交通大臣が定める事項

法における賃貸住宅管理業部分の施行後の運用状況を踏まえて、新たに業務管理者が管理・監督すべき事項が生じた際に迅速かつ弾力的に定めることができるように、国土交通大臣が定める事項として規定することとする。
特定賃貸借契約の適正化において、賃貸不動産経営管理士により行うことが望ましいとされている業務
- 特定賃貸借契約締結前の重要事項の説明

第30条に基づく説明（以下「特定賃貸借契約重要事項説明」という。）は、一定の実務経験を有する者や賃貸不動産経営管理士（一般社団法人賃貸不動産経営管理士協議会の賃貸不動産経営管理士資格制度運営規程に基づく登録を受けている者）など、専門的な知識及び経験を有する者によって説明されることが望ましいとされている。

## 業務管理者（賃貸不動産経営管理士など）の登録・設置義務
賃貸住宅管理業を営むためには、200戸以上の賃貸住宅を管理する管理業者は、国土交通大臣の登録を受けることが義務付けられている。(法第3条、規則第3条)
また、賃貸住宅管理業者は、その営業所又は事務所ごとに1人以上の業務管理者（管理業務に関する2年以上の実務経験有する者で、賃貸不動産経営管理士、若しくは宅地建物取引士で国土交通大臣が指定する講習を修了した者）の設置義務を負う。（法第12条）

## 賃貸不動産経営管理士試験
賃貸不動産経営管理士試験は、賃貸住宅の管理に関する知識・技能・倫理観を持ち、適正な管理業務を行うための幅広い専門知識を有する専門家に必要とされる知識を問う試験であり、一般社団法人賃貸不動産経営管理士協議会が国土交通大臣より登録証明事業実施機関の登録を受けて実施する、賃貸住宅の管理業務等の適正化に関する法律（令和2年法律第60号）第12条第4項の知識及び能力を有すると認められることを証明する登録試験である。
賃貸住宅管理業法のもとで初回となる「登録試験（新・賃貸不動産経営管理士試験）」は2021年11月に実施。
- 受験資格

年齢、性別、学歴等に制約なし。
- 実施時期

年1回（11月中旬）
令和7年度試験は、令和7年11月16日(日)13:00〜15:00(120分間)
- 実施地域

北海道、青森、岩手、宮城、福島、群馬、栃木、茨城、埼玉、千葉、東京、神奈川、新潟、石川、長野、静岡、岐阜、愛知、三重、滋賀、奈良、京都、大阪、兵庫、島根、岡山、広島、山口、香川、愛媛、高知、福岡、熊本、長崎、大分、宮崎、鹿児島、沖縄（全国38地域）
- 受験料

12,000円
- 試験内容

賃貸住宅の管理業務等の適正化に関する法律施行規則（令和 3 年国土交通省令第 83 号）第19条に定める以下の各号
イ．管理受託契約に関する事項
管理受託契約の締結前の書面の交付、管理受託契約の締結時の書面の交付、管理受託契約における受任者の権利・義務、賃貸住宅標準管理委託契約書識 等（民法の委任・請負等の規定等）
ロ．管理業務として行う賃貸住宅の維持保全に関する事項
建築物の構造及び概要、建築設備の概要、賃貸住宅の維持保全に関する管理実務及び知識、原状回復 等（賃貸住宅管理業者が建物・設備の維持保全を行うに際して必要な建築法規（消防法、建築基準法、水道法、浄化槽法等）等の法令知識や、建物・設備の技術的知識）
ハ．家賃、敷金、共益費その他の金銭の管理に関する事項
家賃、敷金、共益費その他の金銭の意義、分別管理 等（家賃・敷金等の金銭の管理を行うに際して必要な経理上の知識）
ニ．賃貸住宅の賃貸借に関する事項
賃貸借契約の成立、契約期間と更新、賃貸借契約の終了、保証、賃貸住宅標準契約書、サブリース住宅標準契約書 等（賃貸住宅管理業者がオーナーと入居者との間での賃貸借契約の更新及び解約等に係る事務を行うに際して必要な、民法における賃貸借に係る規定や借地借家法及び不動産登記法などの賃貸住宅の賃貸借契約に係る法令上の知識）
ホ．法に関する事項
賃貸住宅の管理業務等の適正化に関する法律、サブリース事業に係る適正な業務のためのガイドライン、特定賃貸借標準契約書 等（賃貸住宅の管理業務等の適正化に関する法律の知識）
へ．イからホまでに掲げるもののほか、管理業務その他の賃貸住宅の管理の実務に関する事項
賃貸不動産の管理業務を行うに当たり関連する法令、賃貸不動産管理の意義と社会的情勢、賃貸不動産経営管理士のあり方、入居者の募集、賃貸業への支援業務 等（入居者審査、入退去立会、入居者からの苦情対応等の実務的な知識）
- 合否発表

12月25日(木)予定
- 賃貸不動産経営管理士試験 試験委員

2023年度試験では、弁護士その他の国家資格者、大学教授等により構成されている。
- 合格率・合格基準点の推移

| 実施年度            | 申込者数（人） | 受験者数（人） （内講習修了者） | 合格者数（人） （内講習修了者） | 全体 合格率 （%） | 一般受験者 合格率 （%） | 講習修了者 合格率 （%） | 合格点 （講習修了者合格点） |
| ------------------- | -------------- | ------------------------------- | ------------------------------- | ----------------- | ----------------------- | ----------------------- | --------------------------- |
| 2013年 （平成25年） | 4,106          | 3,946 （-）                     | 3,386 （-）                     | 85.8              | -                       | -                       | - （-）                     |
| 2014年 （平成26年） | 4,367          | 4,188 （-）                     | 3,219 （-）                     | 76.9              | -                       | -                       | - （-）                     |
| 2015年 （平成27年） | 5,118          | 4,908 （-）                     | 2,679 （-）                     | 54.6              | -                       | -                       | - （-）                     |
| 2016年 （平成28年） | 13,862         | 13,149 （-）                    | 7,350 （-）                     | 55.9              | -                       | -                       | - （-）                     |
| 2017年 （平成29年） | 17,532         | 16,624 （4,380）                | 8,033 （2,342）                 | 48.3              | 46.5                    | 53.5                    | 27 （23）                   |
| 2018年 （平成30年） | 19,654         | 18,488 （5,379）                | 9,379 （2,886）                 | 50.7              | 49.5                    | 53.7                    | 29 （25）                   |
| 2019年 （令和元年） | 25,032         | 23,605 （6,882）                | 8,698 （2,641）                 | 36.8              | 36.2                    | 38.4                    | 29 （25）                   |
| 2020年 （令和2年）  | 29,591         | 27,338 （8,671）                | 8,146 （2,925）                 | 29.8              | 28.0                    | 33.7                    | 34 （29）                   |

| 実施年度           | 申込者数（人） | 受験者数（人） （内講習修了者） | 合格者数（人） （内講習修了者） | 全体 合格率 （%） | 一般受験者 合格率 （%） | 講習修了者 合格率 （%） | 合格点 （講習修了者合格点） |
| ------------------ | -------------- | ------------------------------- | ------------------------------- | ----------------- | ----------------------- | ----------------------- | --------------------------- |
| 2021年 （令和3年） | 35,553         | 32,459 （10,390）               | 10,240 （3,738）                | 31.5              | 29.5                    | 36.0                    | 40 （35）                   |
| 2022年 （令和4年） | 35,026         | 31,687 （11,306）               | 8,774 （3,475）                 | 27.7              | 26.0                    | 30.7                    | 34 （29）                   |
| 2023年 （令和5年） | 31,547         | 28,299 （11,449）               | 7,972 （3,700）                 | 28.2              | 25.4                    | 32.3                    | 36 （31）                   |
| 2024年 （令和6年） | 33,949         | 30,194 （11,763）               | 7,282 （3,489）                 | 24.1              | 20.6                    | 29.7                    | 35 （30）                   |

## 賃貸不動産経営管理士講習（試験の一部免除）
本講習の修了者は賃貸不動産経営管理士試験において、試験の一部（5問）が免除される。（修了から2年間有効）
- 受講資格

特になし
- 実施時期

令和6年度　7月24日（水）～ 令和6年9月20日（金）
- 実施地域

全国47都道府県 123会場
（開催年によって異なるため協議会ホームページの確認が必要）
- 受講料

18,150円［税込］
※令和5年度からは、（一社）全国賃貸不動産管理業協会が実施する講習においては、書籍(賃貸不動産管理の知識と実務)が
事前に送付されるため、受講料は同書籍の価格4,048円(税込)を含めた22,198円(税込)となっている。
- カリキュラム
  - 事前学習（概ね2週間、令和6（2024）年度版「賃貸不動産管理の知識と実務」を使用した自宅学習）
  - スクーリングによる講習（1日、令和6（2024）年度版「賃貸不動産管理の知識と実務」使用、確認テスト含む） 
    - 賃貸管理の意義・役割をめぐる社会状況に関する科目
    - 賃貸住宅管理業法に関する科目
    - 賃貸不動産経営管理士のあり方に関する科目
    - 管理業務の受託に関する科目
    - 借主の募集に関する科目
    - 賃貸借契約に関する科目
    - 管理実務に関する科目
    - 建物・設備の知識に関する科目
    - 賃貸業への支援業務に関する科目（企画提案、不動産証券化、税金、保険等）
    - 最終時限に全科目確認テスト（全10問 ○×式）

## 登録
試験合格後、資格登録を行うには以下の登録要件が必要になる。
- 賃貸不動産経営管理士試験の合格者で以下のいずれかを満たす者
  - 管理業務に関し2年以上の実務の経験を有する者
  - 国土交通大臣がその実務の経験を有する者と同等以上の能力を有すると認めた者（実務経験2年とみなす講習の修了をもって代える者を指す。）

## 登録者数
総有資格者数（登録者数）は、88,740名（令和7年4月1日時点）。